# Wayne (New Jersey)
Wayne is een plaats (census-designated place) in de Amerikaanse staat New Jersey, en valt bestuurlijk gezien onder Passaic County.

## Demografie
Bij de volkstelling in 2000 werd het aantal inwoners vastgesteld op 54.069.

## Geografie
Volgens het United States Census Bureau beslaat de plaats een oppervlakte van
65,2 km², waarvan 61,7 km² land en 3,5 km² water.

## Plaatsen in de nabije omgeving
De onderstaande figuur toont nabijgelegen plaatsen in een straal van 8 km rond Wayne.